# Эмергенцы
Эмерге́нцы (нем. emergenz — появление, от лат. emergо — появляюсь, выхожу) — особые выросты на поверхности эпидермиса растений, в формировании которых, кроме кожицы, принимают участие и лежащие под ней клетки.
К эмергенцам относятся шипы, покрывающие черешки листьев и молодые побеги у розы, малины, ежевики. Иногда к эмергенцам относят волоски хмеля, шипы на плодах многих зонтичных, каштана конского, дурмана. Существуют переходные формы между эмергенцами и трихомами. Эмергенцы располагаются на эпидермисе беспорядочно и этим отличаются от морфологически сходных с ними колючек.

Эпидермис образуется не только снаружи органа, но и внутри, если в органе формируется полость. Например, ткань, выстилающая полость плодов (гороха, бобов, фасоли, мака, дурмана и т. д.), по своему происхождению идентична эпидермису наружной стенки плода.
|                                                                           |  |  |
| Шипы на стеблях шиповника (Rosa), ежевики (Rubus) и малины (Rubus idaeus) |  |  |